# Berlínský zlatý klobouk
Berlínský zlatý klobouk (Berliner Goldhut) je pravěký artefakt, který je uložen v Novém muzeu v Berlíně. Je datován do pozdní doby bronzové (počátek 1. tisíciletí př. n. l.). Má podobu vysokého kužele z tenkého zlatého plechu, který se podle rekonstrukce nasazoval na pokrývku hlavy z organického materiálu. Jak ukazují skalní malby objevené ve švédském Kiviku, nosili tyto klobouky při obřadech kněží slunečního kultu.
Klobouk je zhotoven ze slitiny obsahující 87 procent zlata. Je vysoký 74 centimetrů a jeho krempa má průměr 31 centimetrů, váží půl kilogramu a zlatý plech má sílu 0,6 mm. Klobouk je pokryt 1739 vyobrazeními nebeských těles, uspořádanými v jedenadvaceti prstencích nad sebou. Německý archeolog Wilfried Menghin odhalil, že tyto symboly slouží jako lunisolární kalendář a umožňovaly zasvěcencům předvídat astronomické jevy.
Klobouk zakoupilo v roce 1996 berlínské Muzeum prehistorie a rané historie od soukromého sběratele, který nechtěl být jmenován. Místo nálezu není známo, pravděpodobně leželo v jižním Německu nebo ve Švýcarsku. Podobné artefakty, avšak v podstatně horším stavu, byly nalezeny v Avantonu ve Francii nebo v Schifferstadtu v Porýní.